# Tevenyakú fátyolkák
A tevenyakú fátyolkák (Raphidioptera), vagy röviden tevenyakúak, az ízeltlábúak törzsének és a rovarok osztályának egyik rendje.

## Származásuk, elterjedésük
180 ismert fajuk közül hazánkban 14-et mutattak ki.

## Megjelenésük, felépítésük

### Lárva
A lárvák nyúlánkak, lapítottak, az ősi rovarcsaládok lárváira hasonlítanak. Előtoruk megnyúlt. Rövid lábaikon előre és hátra is ügyesen mozognak.

### Báb
Bábjuk szabad báb, nagyon hasonlít az imágóhoz.

### Imágó
Kicsik vagy közepes méretűek; az 1 cm-en többnyire csak kevéssé nőnek túl. Lapított, hátul nyakszerűen elkeskenyedő fejük az előtorból lefelé hajlik.
Egy pár kidülledő, nagy összetett szemük van három pontszemmel, de utóbbiak hiányozhatnak is. Csápjaik sokízűek, közepesen hosszúak. Szájszervük rágó típusú.
Jellegzetességük a megnyúlt, elkeskenyedett, kissé, de határozottan fölálló előtor. Szárnyaik hosszúkásak, színtelenül átlátszóak, barna vagy sárgásbarna szárnyjeggyel. Lábaik vékonyak, lábfejeik ötízűek, közülük a negyedik kiszélesedett.
Potrohuk tíz szelvényből áll. A nőstények potrohának végén hosszú, kard alakú, hajlékony tojócső található.

## Életmódjuk, élőhelyük
Hemimetamorfózissal fejlődnek — ez azt jelenti, hogy az újszülöttek — a harmadlagos lárvák — táplálkozása és/vagy élőhelye drasztikusan különbözik az ivarérett egyedekétől, bár testszelvényeik száma megegyezik. Szerveik többsége ideiglenes, úgynevezett lárvaszerv. Az idő haladtával apránként átalakulnak; felépítésük az imágókéhoz közelít. Az imágókra jellemző végleges szerveik kifejlődéséhez a lárvakori fejlődés végén nyugalmi, azaz bábállapotba vonulnak, tehát fejlődésük lárva–báb–imágó szakaszokra bontható.
A lárvák szárazföldön, fakéreg alatt vagy avarban élnek. Általában 2 év alatt, 9−11 vedléssel fejlődnek ki.
A lárvák és az imágók is ragadozók; főleg levéltetveket esznek.
Az imágók nyugalmi állapotban tetőformán hajtják össze szárnyaikat.
|  |